# Kuli
Kuli is een historisch merk van motorfietsen.
De bedrijfsnaam was: Georg Kulitzky Fahrzeugwerke, Berlin.
Kuli was een van de vele kleine Duitse bedrijfjes die in de eerste jaren van de jaren twintig lichte, goedkope motorfietsen gingen maken. Deze "motorboom", die binnen twee jaar honderden kleine merken opleverde, duurde maar even. De meeste van deze merken ontwikkelden geen eigen motor, maar kochten inbouwmotoren van andere merken. Dat deed Kuli mogelijk ook. Georg Kulitzky leverde motorfietsjes met 145- en 19855-tweetaktmotoren. De productie begon in 1922, maar werd al in 1924 beëindigd.